# Soumont
Soumont är en kommun i departementet Hérault i regionen Occitanien i södra Frankrike. Kommunen ligger i kantonen Lodève som tillhör arrondissementet Lodève. År 2022 hade Soumont 243 invånare.

## Befolkningsutveckling
Antalet invånare i kommunen Soumont
Referens:INSEE